# Comuna de Żarów
Żarów (polaco: Gmina Żarów) é uma gminy (comuna) na Polónia, na voivodia de Baixa Silésia e no condado de Świdnicki (dolnośląski). A sede do condado é a cidade de Żarów.
De acordo com os censos de 2004, a comuna tem 12 340 habitantes, com uma densidade 140,3 hab/km².

## Área
Estende-se por uma área de 87,98 km², incluindo:
- área agricola: 77%
- área florestal: 11%

## Demografia
Dados de 30 de Junho 2004:
|                      | Total   | Total | Mulheres | Mulheres | Homens  | Homens |
| -------------------- | ------- | ----- | -------- | -------- | ------- | ------ |
|                      | pessoas | %     | pessoas  | %        | pessoas | %      |
| População            | 12 340  | 100   | 6374     | 51,7     | 5966    | 48,3   |
| Densidade (pop./km²) | 140,3   | 100   | 72,4     | 72,4     | 67,8    | 67,8   |

De acordo com dados de 2002, o rendimento médio per capita ascendia a 1262,78 zł.

## Subdivisões
- Bożanów, Buków, Gołaszyce, Imbramowice, Kalno, Kruków, Łażany, Marcinowiczki, Mielęcin, Mikoszowa, Mrowiny, Pożarzysko, Przyłęgów, Pyszczyn, Siedlimowice, Wierzbna, Zastruże.

## Comunas vizinhas
- Jaworzyna Śląska, Kostomłoty, Marcinowice, Mietków, Strzegom, Świdnica, Udanin